# Chaetozone acuta
Chaetozone acuta är en ringmaskart som beskrevs av Banse och Edward Hobson 1968. Chaetozone acuta ingår i släktet Chaetozone och familjen Cirratulidae. Inga underarter finns listade i Catalogue of Life.